# فرانوف ناد توبلوا
فرانوف ناد توبلوا (بالسلوفاكية: Vranov nad Topľou)‏ مدينة في شمال شرق سلوفاكيا وتتبع إقليم بريشوف.

## أعلام
- فويتخ كريستوف
- فلاستيميل فوناك
- مارتن بارلاجي